# جنگ دوم استقلال اسکاتلند
جنگ دوم استقلال اسکاتلند در سال ۱۳۳۲ و هنگامی که ادوارد بیلیول یک تهاجم به اسکاتلند را به پشتوانه انگلیسی‌ها رهبری کرد آغاز شد. بیلیول، پسر جان بیلیول، پادشاه سابق اسکاتلند، در تلاش بود تا ادعای خود بر تاج و تخت اسکاتلند را به اثبات برساند. اسکاتلندی‌های وفادار به صاحب تاج و تخت، یعنی دیوید دوم هشت ساله، با او مخالفت کردند. در نبرد داپلین مور ارتش بیلیول، ارتش اسکاتلندی را که ده برابر بزرگتر از آنها بود شکست داد و او به پادشاهی رسید. در عرض سه ماه، وفاداران دیوید دوباره جمع شده و به بیلیول در عنان حمله کرد. بیشتر نیروهای بیلیول کشته شدند، خود بیلیول فرار کرد و برهنه سوار بر اسب به انگلستان گریخت. او به پادشاه انگلیس، ادوارد سوم، متوسل شد که در سال ۱۳۳۳ به اسکاتلند حمله کرد و شهر تجاری مهم برویک را محاصره کرد. یک ارتش بزرگ اسکاتلندی تلاش کرد تا آن را از آزاد کند اما در نبرد هالیدون هیل به شدت شکست خوردند. بیلیول اقتدار خود را بر بیشتر اسکاتلند تثبیت کرد، هشت شهرستان جنوب شرقی اسکاتلند را به انگلستان واگذار کرد و برای بقیه کشور به عنوان یک فیف به ادوارد ادای احترام کرد.
به عنوان متحد اسکاتلند به واسطه اتحاد اولد، فرانسوی‌ها از گسترش انگلیس به اسکاتلند ناراضی بودند و به‌طور مخفیانه از وفاداران دیوید حمایت می‌کردند. متحدان بیلیول با یکدیگر درگیر شدند و او در اواخر سال ۱۳۳۴ دوباره کنترل بیشتر اسکاتلند را از دست داد. در اوایل سال ۱۳۳۵ فرانسوی‌ها برای ایجاد صلح تلاش کردند. با این حال، اسکاتلندی‌ها نتوانستند به موضعی برای توافق دست یابند و ادوارد در حالی که ارتش بزرگی ایجاد می‌کرد، با آن مخالفت کرد. او در ماه ژوئیه حمله کرد و دوباره اکثر مناطق اسکاتلند را اشغال کرد. تنش با فرانسه افزایش یافت. مذاکرات صلح بیشتر تحت حمایت فرانسه در سال ۱۳۳۶ شکست خورد و در مه ۱۳۳۷، پادشاه فرانسه، فیلیپ ششم، یک گسست آشکار بین فرانسه و انگلیس ایجاد کرد و جنگ صد ساله را آغاز کرد. جنگ انگلیس و اسکاتلند به جبهه فرعی جنگ بزرگتر انگلیس و فرانسه تبدیل شد. ادوارد نیروهایی را که می‌توانست به اسکاتلند فرستاد، علی‌رغم این انگلیسی‌ها به آرامی موقعیت خود را در اسکاتلند از دست دادند زیرا مجبور شدند روی جبهه فرانسوی تمرکز کنند. دیوید با به دست آوردن بلوغ خود در سال ۱۳۴۱ از فرانسه به اسکاتلند بازگشت و تا سال ۱۳۴۲ انگلیسی‌ها از شمال مرز پاکسازی شدند.
در سال ۱۳۴۶، ادوارد یک ارتش بزرگ انگلیسی را در شمال فرانسه رهبری کرد، کان را غارت کرد، فرانسوی‌ها را به شدت در کرسی شکست داد و کاله را محاصره کرد. در پاسخ به درخواست‌های فوری فیلیپ، دیوید به انگلستان حمله کرد و معتقد بود که اکثر مدافعان پیشین آن در فرانسه بودند. او توسط یک نیروی کوچکتر اما در عین حال قابل توجه انگلیسی غافلگیر شد، که اسکاتلندی‌ها را در نبرد نویل کراس درهم شکست و دیوید را اسیر کرد. این اتفاق، و سیاست جناحی ناشی از آن در اسکاتلند، از حملات بیشتر اسکاتلند در مقیاس بزرگ جلوگیری کرد. تمرکز بر فرانسه به‌طور مشابه انگلیسی‌ها را ساکن نگه داشت، در حالی که شرایط احتمالی برای آزادی دیوید به‌طور طولانی مورد بحث قرار گرفت. در اواخر سال ۱۳۵۵، یورش بزرگ اسکاتلند به انگلستان، با نقض آتش‌بس، تهاجم دیگری را از سوی ادوارد در اوایل سال ۱۳۵۶ برانگیخت. انگلیسی‌ها لوتیان را ویران کردند اما طوفان‌های زمستانی کشتی‌های تدارکاتی آنها را پراکنده کرد و آنها عقب‌نشینی کردند. سال بعد، معاهده برویک امضا شد که به جنگ پایان داد. انگلیسی‌ها ادعای خود مبنی بر خراج‌گذاری اسکاتلند را کنار گذاشتند، در حالی که اسکاتلندی‌ها حاکمیت اربابی انگلیس به رسمیت شناختند. باج نقدی برای آزادی دیوید مورد مذاکره قرار گرفت: ۱۰ هزار مارک، که باید طی ده سال پرداخت شود. این معاهده هر شهروند اسکاتلندی را از حمل سلاح علیه ادوارد سوم یا هر یک از افرادش تا زمانی که مبلغ به‌طور کامل پرداخت شود منع می‌کرد و انگلیسی‌ها موظف بودند حمله به اسکاتلند را متوقف کنند. این معاهده عملاً به جنگ پایان داد و در حالی که درگیری‌های متناوب ادامه داشت، آتش‌بس به‌طور گسترده برای چهل سال رعایت شد.